# ディミトリオス・カラミツォス＝ジラス
ディミトリオス・カラミツォス＝ジラス（ギリシア語: Δημήτριος Καραμήτσος-Τζιράς、英語: Dimitrios Caramitsos-Tziras、1958年9月7日 - ）は、ギリシャの外交官、大使。国際連合政府代表部常駐副代表や欧州連合理事会コーディネーター、在イギリス大使を経て、2022年から2024年にかけて駐日大使を務めた。

## 学歴
アテネ大学とテッサロニキ大学で国内法と国際法を修学。

## 経歴
1984年に外務省入省。アメリカ合衆国、ブルガリア、南アフリカ、カナダで在外勤務をしたほか、アテネの本省で欧州連合（EU）域内市場局長、テロ対策コーディネーター、国際連合担当部長などを歴任。
2002年から2004年にかけて、2004年アテネオリンピック・パラリンピック運営委員会のゼネラル・マネージャー兼委員としてアテネオリンピック組織委員会に参加し、人事やボランティア管理などに携わった。
2008年、カロロス・パプーリアス大統領よりフェニックス勲章グランド・コマンダー章を受勲。
2009年から2014年にかけて、ニューヨークの国際連合ギリシャ政府代表部で常駐副代表。
2014年には、その年の前半に欧州連合理事会議長国を担うギリシャ政府のコーディネーターを拝命し、ギリシャが議長国を務める6ヶ月間、各会議の企画や運営を担当。また、外務省EU局長に就任し、政府のEU政策調整を担った。
2016年から2020年にかけて在イギリス大使。駐英大使在任中は、英国とのブレグジット交渉に注力したほか、ロンドンの国際外交・ビジネスエクスチェンジ（IBDE）諮問委員会委員を兼任した。また、2020年よりロンドンの国際銀行家名誉組合名誉会員。
2022年1月、駐日大使として東京に着任。同年3月10日、皇居で信任状を捧呈した。同年4月5日、鈴木貴子外務副大臣を表敬訪問。
2023年1月30日、駐日ギリシャ大使館に観光庁国際観光部長の星野光明らを招き、星野との間で「日本国観光庁及びギリシャ共和国観光省との観光協力に関する覚書」（英語: Memorandum of Cooperation between the Japan Tourism Agency and the Ministry of Tourism of the Hellenic Republic in the Field of Tourism）を締結した。
2023年10月27日、東京のギリシャ大使公邸で叙勲伝達式を主催し、日本ギリシャ友好議員連盟会長でデジタル大臣の河野太郎、日本ギリシャ協会前事務局長の川上修二、並びに美術作家の野田正明の3名に対して、カテリナ・サケラロプル大統領の代理としてフェニックス勲章を授与した。
2024年3月15日、旭日大綬章を受章した。